# ХК Таш
Хокејашки клуб Tаш је српски хокејашки клуб из Београда. Утакмице као домаћин игра у Леденој дворани Пионир.

## Историја
Таш је основан 1995. године. У Хокејашкој лиги Југославије такмичио се у периоду од 1996-1998. У сезони 1996/97 освојио је четврто место, а исти пласман је остварен и следеће сезоне. Због проблема са ледом у Леденој дворани Пионир, као и сви београдски клубови и Таш се није такмичио наредне две сезоне.
У сезони 2000/01, клуб се вратио такмичењу и освојио је треће место. Међутим након ове сезоне клуб је престао да се такмичи у сениорској конкуренцији.